# TTゲージ
TTゲージ（ティーティーゲージ）は、鉄道模型の縮尺と軌間を示す呼称のひとつ。

## 概要

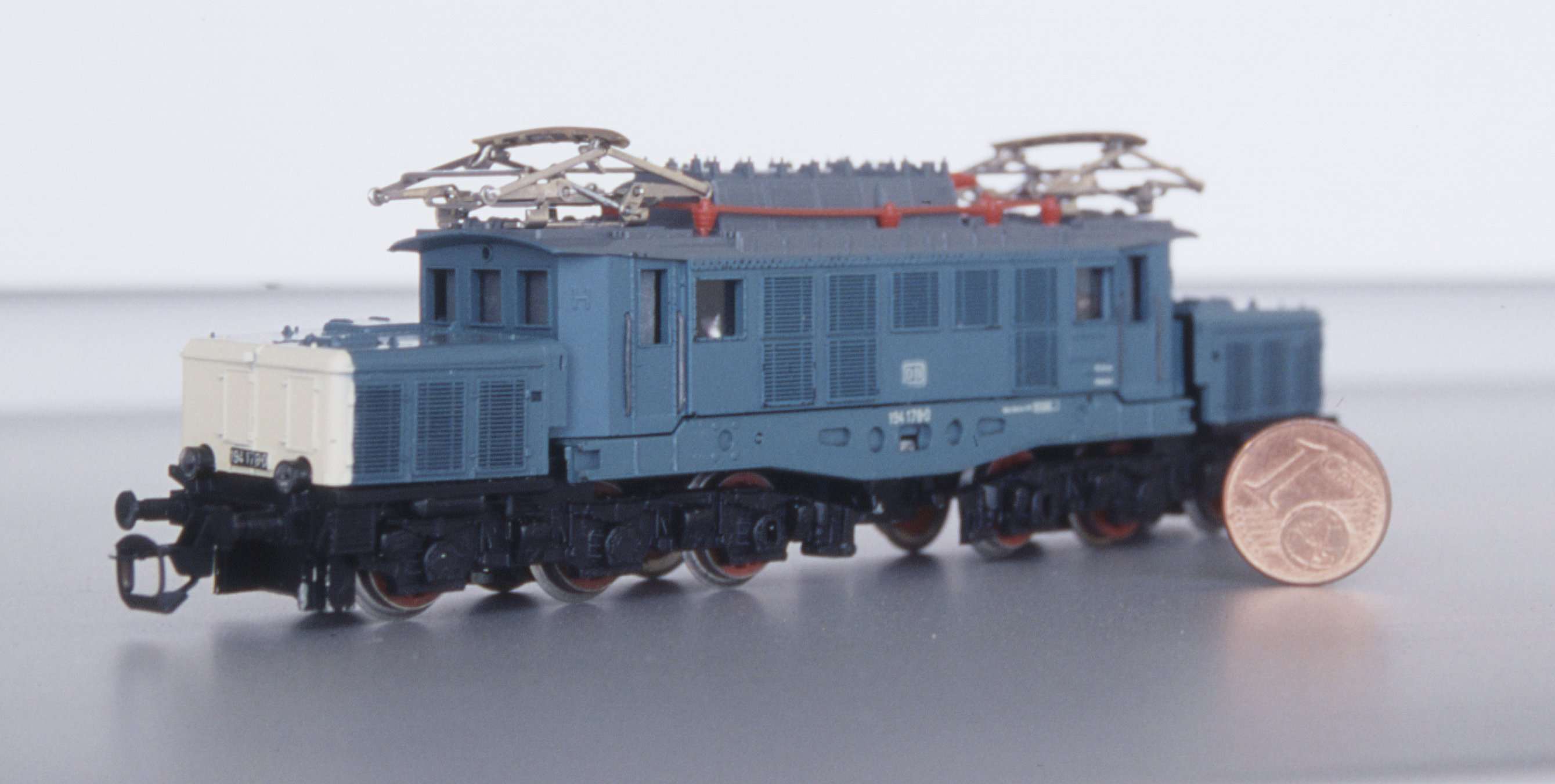
TTゲージ車両のサイズ比較

縮尺1/101.5 - 1/120、軌間12ミリメートルである。名称の由来は、テーブル上でも遊べるサイズの鉄道模型という意味で「Table Top」を略したものである。
TTゲージは最初アメリカで登場したが、主に東ヨーロッパで流行し、後にイギリスでも展開された。より小型のNゲージが登場すると勢力の縮小を余儀なくされたが、Nゲージと比較してサイズが大きいため細密化の工作は容易であり、完全に衰退することはなかった。特にメーカーのあった東ドイツでは、多くの製品が発売された。
規格はアメリカやヨーロッパ大陸では1フィートを1/10インチとする縮尺1/120で、この縮尺を指してTTスケールと呼ぶ。軌間は12mmで、実物の標準軌を縮尺1/120としたもの (1435mm ÷ 120 = 11.96mm → 12mm) であった。イギリスでは軌間12mmであったものの、実物の車体がアメリカやヨーロッパ大陸諸国と比較して小振りであったことから、1フィートを3mmとする縮尺1/101.5が採用され、これを3mmスケールと呼ぶ。OOゲージにおけるEMゲージのように縮尺に軌間を近づけたTMゲージ（軌間は13.5mm）や、さらに拘ったファインスケールの14.2mmゲージも存在する。
実物がナローゲージの車両は、主に軌間9mmの線路を使用する。ナローゲージの呼称は実物の軌間やメーカーによって異なり、TTmやTTn3などが使われる。

## 歴史
TTゲージは、アメリカの自動車デザイナーであったHal Joyceがインディアナ州ハートフォード市で創業した、H.P.プロダクツによって始められた。Joyceは1945年に会社を設立して1946年に最初の広告を出した。1950年代初頭、HOゲージよりもディティールが省略できて値段が安いという優位性を発揮した。他社からも線路や付属品が発売され、TTゲージはヨーロッパやアメリカで普及した。1960年代半ば以降、TTゲージは、より小型のNゲージの台頭により影が薄くなった。
ヨーロッパのTTゲージ
西ドイツのローカルは、H.P.プロダクツに続いて1947年よりTTゲージの製造を開始したが、1969年にレーヴァに買収された。レーヴァの倒産後はロコには引き継がれなかったが、近年ロコでは独自にTTゲージへ参入した。東ドイツのツァイケ (Zeuke) は1949年よりTTゲージの製造を開始し、1972年に国有化されベルリナーTTバーンとなるも、東西ドイツ統合後に倒産し、1993年にティリーヒに買収された。近年、PIKOやBRAWA、Kühn-Modell (Kuehn) などが参入し、毎年新製品も発売されている。フライシュマンやアーノルトは一時期参入したものの続かず、後に撤退している。チェコでは中小メーカーが数多く存在する。
アメリカのTTゲージ
アメリカはTTゲージの誕生の地であり、H.P.プロダクツを創業したHal Joyceは「TTゲージの父」とされている。Joyceは元々自動車のデザイナーで1947年頃から生産を始めた。機関車のキット、客車、貨車のキットや線路、ディティールパーツなどを製造した。その後、ケムトロンなど複数のメーカーがTTゲージに参入した。H.P.プロダクツは1968年で生産を終了し、金型や製品はいくつかの業者の手に渡った。
ミニカーメーカーのマイストでは縮尺1/130の鉄道車両のミニカーを発売していたが、模型線路の軌間は12mmであり、一部の車両の部品を鉄道模型用の部品と交換すればTTゲージとして利用する事が出来た。
イギリスのTTゲージ
イギリスのTTゲージは3mmスケール (1/101.5) ・軌間12mmである。1957年にトライアングがTTまたはTT3の名称で参入し、イギリス型車両と、二線式の道床つき・組み立て式線路、ストラクチャーなどを発売したが1967年に撤退した。現在は一部の補修用部品が販売されている。3mmソサエティという団体があり、3mmスケールの普及活動を行っている。この団体は1965年に設立され、愛好者向けに機関車や車両の作り方や資料の掲載された会報を発行している。
日本のTTゲージ
日本においては、1950年代から1960年代にかけてアメリカ向け輸出品としてTTゲージを製造するメーカーが存在したが、日本型の製品は現れなかった。関水金属（KATO）は鉄道模型車両参入にあたりTTゲージのC50を試作したが検討の結果Nゲージを採用することになった
2000年ごろからTTゲージナローとして、縮尺1/120で軌間が9mmの「tt-9」という規格を普及させるプロジェクトが出現した。これは、日本の鉄道に多く採用されている軌間1067mmを縮尺1/120とすると、軌間は8.89mmとなり、既存のNゲージの線路の流用が可能であるためであった。

## 規格
TTスケール・3mmスケールにおける規格
- 軌間：12mm (標準軌)
- 縮尺：イギリス以外は1/120、イギリスは1/101.5

| 呼称    | 軌間 (許容誤差)        | 換算軌間   | 実軌間        | 備考                                                    |
| ------- | ---------------------- | ---------- | ------------- | ------------------------------------------------------- |
| TTb7    | 18mm                   | 2140mm相当 | 2140mm        | ブルネルゲージ                                          |
| TTb6    | 16.5mm                 | 1980mm相当 | 1700-2000mm   | 6フィートゲージなど                                     |
| TTb5.25 | 13.5mm                 | 1600mm相当 | 1500-1700mm   | アイリッシュゲージなど                                  |
| TT      | 12mm (11.94 - 12.27mm) | 1440mm相当 | 1435mm        | 標準軌                                                  |
| TTn42   | 9mm (8.97 - 9.32mm)    | 1080mm相当 | 1000 - 1067mm | メーターゲージ - ケープゲージ (3フィート半ゲージ)       |
| TTn3    | 7.62 - 7.98mm          | 914mm相当  | 914mm         | 3フィートゲージ (便宜的に軌間は9mmを使用することが多い) |

| 呼称 | 軌間   | 換算軌間   | 実軌間          | 備考                                |
| ---- | ------ | ---------- | --------------- | ----------------------------------- |
| TT18 | 18mm   | 2140mm相当 | 2140mm          | ブルネルゲージ                      |
| TT16 | 16.5mm | 1980mm相当 | 1700-2000mm     | 6フィートゲージなど                 |
| TT13 | 13.5mm | 1600mm相当 | 1500-1700mm     | アイリッシュゲージなど              |
| TT   | 12mm   | 1440mm相当 | 1250mm - 1500mm | 標準軌など                          |
| TTm  | 9mm    | 1080mm相当 | 850mm - 1250mm  | メーターゲージなど                  |
| TTe  | 6.5mm  | 780mm相当  | 650mm - 850mm   | 2フィート半ゲージ相当。軽便鉄道など |
| TTi  | 4.5mm  | 540mm相当  | 400mm - 650mm   | 2フィートゲージ相当。鉱山鉄道など   |

| 呼称   | 軌間 | 換算軌間   | 実軌間 | 備考            |
| ------ | ---- | ---------- | ------ | --------------- |
| TT3-21 | 21mm | 2134mm相当 | 2140mm | ブルネルゲージ  |
| TT3    | 12mm | 1218mm相当 | 1435mm | 標準軌          |
| TT9    | 9mm  | 914mm相当  | 914mm  | 3フィートゲージ |

| 呼称  | 軌間 | 換算軌間   | 実軌間 | 備考                             |
| ----- | ---- | ---------- | ------ | -------------------------------- |
| NZ120 | 9mm  | 1080mm相当 | 1067mm | ケープゲージ (3フィート半ゲージ) |

| 呼称 | 軌間 | 換算軌間   | 実軌間 | 備考                             |
| ---- | ---- | ---------- | ------ | -------------------------------- |
| TT   | 12mm | 1440mm相当 | 1435mm | 標準軌                           |
| TT9  | 9mm  | 1080mm相当 | 1067mm | ケープゲージ (3フィート半ゲージ) |

- TTn3は縮尺1/120・軌間914mmのナローゲージで、TTmは縮尺1/120・軌間1000mmのナローゲージである。NMRA S-1.2規格ではTTn3の軌間は7.62 - 7.98mmであるが、両者ともに軌間9mmの線路を使用することが多い。
- NZ120はニュージーランドにおいて、縮尺は1/120で軌間9mmの線路を使用し、実物の軌間1067mmの車両を再現するものである。
- イギリスのTT9は軌間9mmの線路を使用し、実物の軌間914mmの車両を再現するものであり、アメリカのTTn3と同様であるが、縮尺は1/101.5である。また、日本のTT9とは異なる規格である。
- 日本のTT9はNZ120とほぼ同様の規格で、縮尺は1/120で軌間9mmの線路を使用し、実物の軌間1067mmの車両を再現するものである。日本で普及しているNゲージの線路を流用することが多い。tt-9やTT-9と表記される場合もある。イギリスのTT9とは異なる規格である。

## 制御・駆動方式
TTゲージ車両の動力は主に電気モーターを使用し、直流二線式と呼ばれる電気方式で運転される。デジタルコマンドコントロールの登場で、多重制御や運転時の機械音などを車両から発することが容易にできるようになった。

## 製品
日本以外においては、車両から線路、電源装置、アクセサリーまで一手に生産する大手メーカーがある一方、車両やストラクチャー等、単一分野のみ生産する中小メーカーや個人が生産するガレージキットメーカーなどの数多くのメーカーが存在する。大手メーカーからは初心者や入門者向けとして、車両、線路、電源装置等をまとめて入れたスタートセット (入門セット) が発売されており、初心者でも簡単にTTゲージを始められるようになっている。
これらの製品は、百貨店、量販店、模型店、玩具店、鉄道模型専門店や通信販売で購入することができる。
ただし、日本においてはTTゲージが主流ではないため入門セットは存在せず、車両や線路を単独でそろえることになることが多い。
車両
TTゲージの完成品は、射出成形によるプラスチック製が主流である。特に重量が必要な動力車においてはダイカスト成形による亜鉛合金製のものも製造されている。
また、プラモデル同様に自分で接着剤を使って組み立て、塗装するプラスチック製キットや真鍮製キット、ウレタン樹脂製キット、ホワイトメタル製キットなども発売されている。
動力は基本的にはモーターで、主に金属製の線路から電力を取得して動く。また架線から電力を取得するもの (架線集電システム) も存在する。
主なメーカー：ドイツのティリーヒがTTゲージの最大手メーカーである。イギリスでは3mm Scale Model Railwaysや、BECなどがあり、真鍮エッチングキットやウレタン樹脂製キットを発売している。
線路
構造上では「道床付き線路」と、「道床無し線路」に分けられる。両者の違いは、「道床なし線路」がレール (軌条) とはしご状に作られた枕木部分だけで構成されているのに対し、「道床付き線路」は枕木の下の砂利部分も土台のような形で一体となっている点である。
使用上では、曲線半径と円弧の角度、および直線の長さがあらかじめ決まっている「組み立て式線路」と、水平方向へ自在に曲げることのできる「フレキシブル線路」に分けられる。
主なメーカー：道床付きと道床なしの組み立て式線路がティリーヒから、道床なしの組み立て式線路がBEMOとKühn-Modellから発売されている。道床無し線路は3mmソサエティなどから発売されている。その他Luna TRAMやPecoのHOナロー用12mmゲージの線路も一部流用する事が可能である。
電源装置
パワーパック、パワーユニット、トランスとも呼ばれる制御機器で、入門向けの低価格品から大容量の高級機種にいたるまで豊富な種類が発売されている。
近年、デジタルコマンドコントロール用の機器も多く製品化されるようになってきている。
ストラクチャー
レイアウト・ジオラマ上に置く建築物を指す。
主なメーカー：アオハーゲン、ファーラー、キブリ、フォルマーなどが製造している。また、ペーパー製キット (通称カードキット) 、ウレタン樹脂製キットなどさまざまな素材で、さまざまな種類の建物が製品化されている。
アクセサリー
自動車、人形など鉄道車両・ストラクチャー以外のTTスケール・3mmスケールの模型製品全般を指し、主にレイアウト・ジオラマの製作に使われる。自動車はバス、トラックから自転車まで、人形は鉄道員、一般の通行人から牛、犬など動物など様々なものが模型化されている。
シーナリー用品
レイアウト・ジオラマ製作に使用する部材のことで、地形や植生などのシーンを表現するために用いられる。木や草、芝生、ライケン、コルクブロックなどがウッドランドシーニックス、ノッホなどから発売されている。
レイアウト・ジオラマ上において実際よりも奥行き感を出すために、TTスケール・3mmスケールよりも小さいスケールのものを遠景の情景としてジオラマの奥側に置くことがある。その際はNゲージのストラクチャーやアクセサリー、縮尺1/144や1/200などのプラモデルなどが利用される。

## 主なメーカー・ブランド
撤退や廃業済みのメーカー・ブランドも含む。
ドイツ
- BRAWA
- ギュッツォルト
- JAGO Modellbau
- Jano Modellbau
- Kittler
- Kres Modelle
- Kühn-Modell (Kuehn)
- Lorenz (P.L. Modell)
- Modelleisenbahn Schirmer
- PIKO
- ティリーヒ

オーストリア
- ロコ

チェコ
- DK-Model
- František Dvořáček

ハンガリー
- Deákmodellsport

イギリス
- 3SMR (3mm Scale Model Railways)
- トライアング・レールウェイズ
- Worsley Works

日本
- 天賞堂
- tt-9プロジェクト